# Astragalus platytropis
Astragalus platytropis är en ärtväxtart som beskrevs av Asa Gray. Astragalus platytropis ingår i släktet vedlar, och familjen ärtväxter. Inga underarter finns listade i Catalogue of Life.

## Bildgalleri

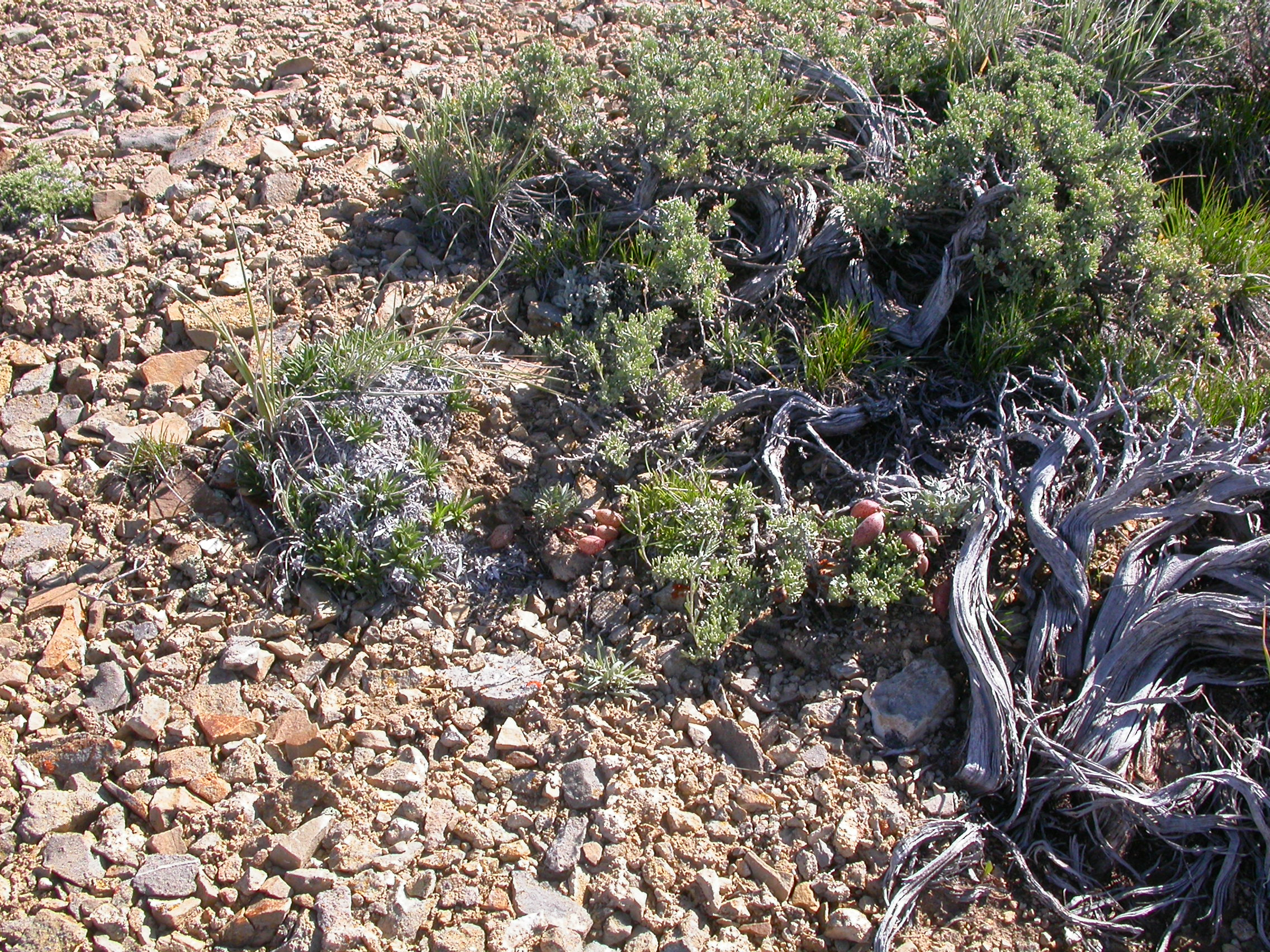
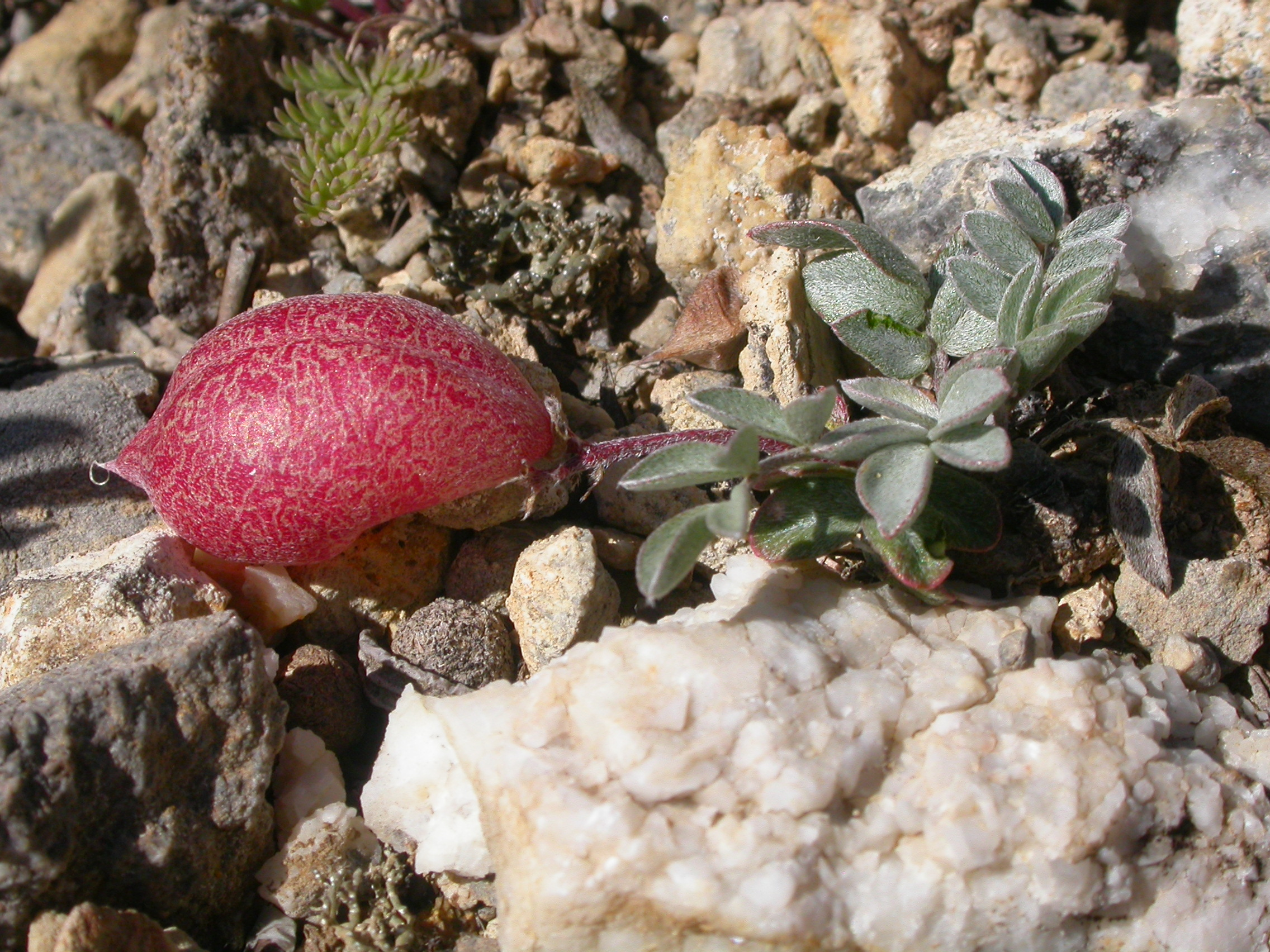
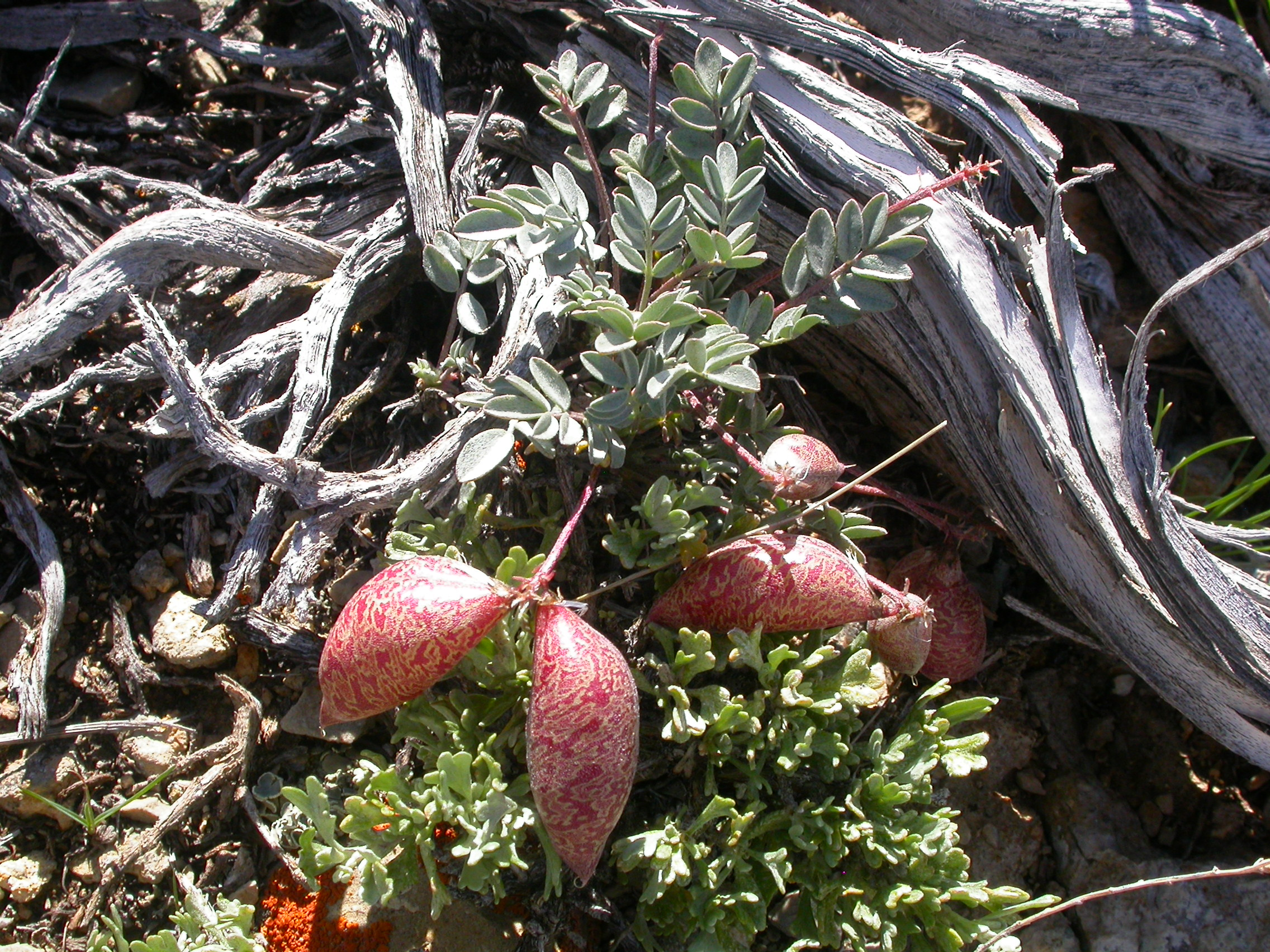
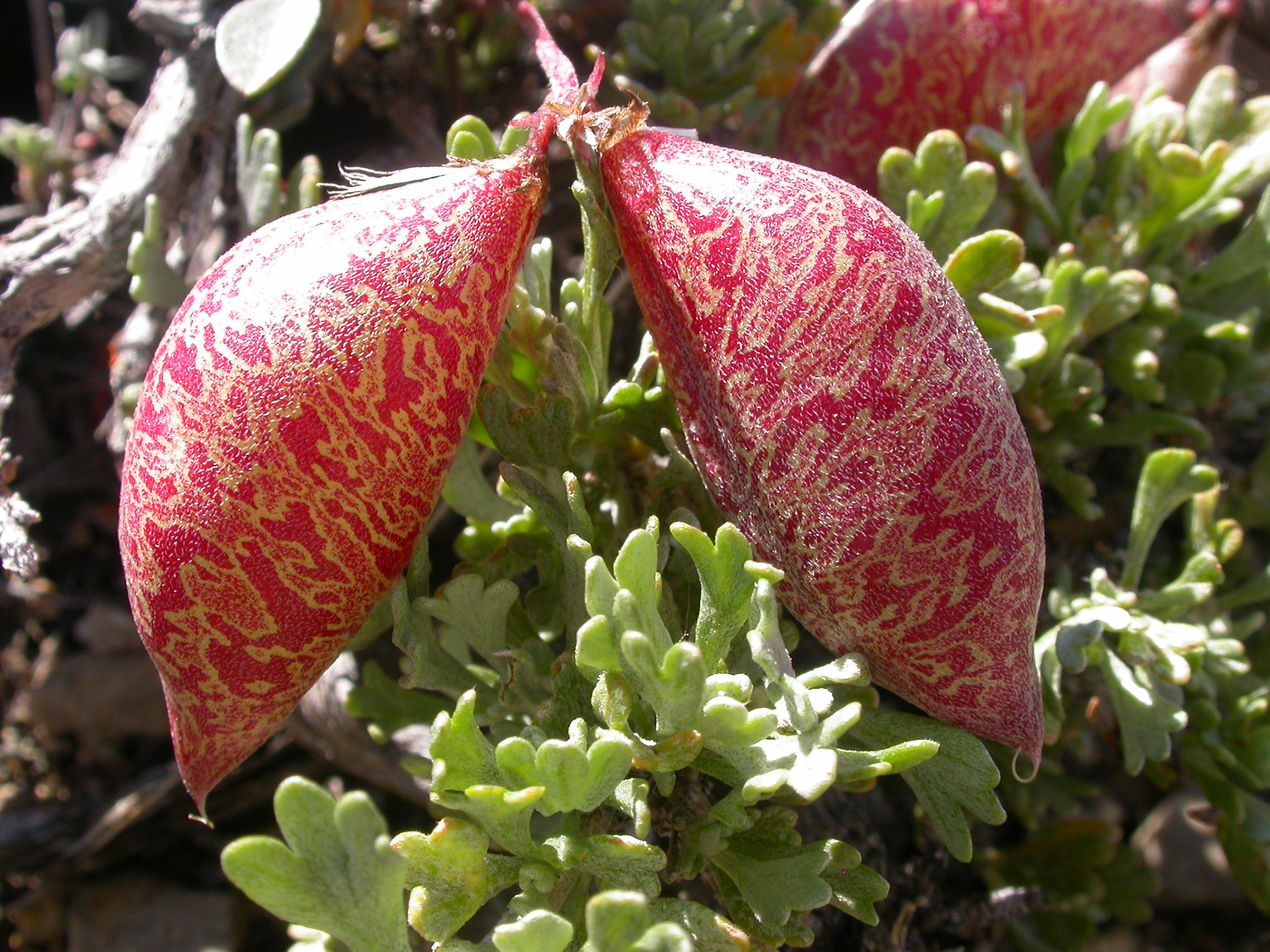